# Esperimenti sulle disuguaglianze di Bell
Gli esperimenti sulle disuguaglianze di Bell sono progettati per verificare se il mondo reale obbedisce alle relazioni di disuguaglianza previste dal teorema di Bell. 
Il teorema di Bell afferma che una teoria quantistica in cui, presumendo la presenza di variabili nascoste, venga imposto il realismo locale deve rispettare relazioni di disuguaglianza fra misure su particelle considerate correlate, che sono invece violate dalla meccanica quantistica. In termini più semplici esso dimostra che alcune previsioni dei due tipi di teorie risultano diverse. La verifica dei risultati sperimentali intende quindi appurare la natura locale o non locale del mondo fisico reale.
Il termine "disuguaglianza di Bell" può indicare una qualsiasi di un insieme di disuguaglianze, ma in pratica, negli esperimenti reali, ci si riferisce alle disuguaglianze CHSH e CH74 e non a quella originale ricavata da Bell. Esse pongono restrizioni sui risultati statistici di esperimenti su coppie di particelle che hanno preso parte a una interazione e poi separate. Tali esperimenti ricadono in due classi, a seconda che l'analizzatore usato abbia uno o due canali di uscita.

## Conduzione degli esperimenti

### CHSH: tipico esperimento a due canali

Schema di un esperimento di Bell a "due canali"
La fonte S produce coppie di "fotoni", spinti in direzioni opposte. Ogni fotone incontra un polarizzatore a due canali il cui orientamento può essere impostato dallo sperimentatore. I segnali che emergono da ciascun canale vengono rilevati e le coincidenze vengono contate dal monitor di coincidenza (CM).

La maggior parte degli esperimenti adopera luce, assumendo che sia emessa nella forma corpuscolare di quanti di luce o fotoni (prodotti da fluorescenza parametrica), invece degli atomi che Bell, in origine, aveva in mente. Interessa, negli esperimenti più noti (Aspect, 1981, 1982a,b), la direzione di polarizzazione, per quanto si potrebbero usare benissimo altre proprietà fisiche. Il diagramma mostra un tipico esperimento ottico del tipo a due canali per il quale Alain Aspect stabilì un precedente nel 1982 (Aspect, 1982a). Sono registrate le coincidenze (rilevazioni contemporanee), categorizzando i risultati come '++', '+−', '−+' o '−−' e accumulando i conteggi corrispondenti.
Sono condotti quattro sottoesperimenti separati, ciascuno corrispondente a ciascuno dei quattro termini E(a, b) nella statistica di prova S (l'equazione (2) più in basso). In pratica si sceglie come valori per a, a′, b e b′: 0°, 45°, 22.5° e 67.5° — gli "angoli del test di Bell". Questi valori sono quelli per i quali la formulazione della Quantistica attribuisce la maggiore violazione della disuguaglianza.
Sono registrati, per ciascun valore scelto di a e di b, i conteggi delle coincidenze in ciascuna categoria (N++, N--, N+- e N-+). Si calcola la stima sperimentale di E(a, b) in questo modo:
(1)        E = (N++ + N-- − N+- − N-+)/(N++ + N-- + N+- + N-+).
Una volta stimati i quattro E, si può trovare una stima sperimentale
(2)       S = E(a, b) − E(a, b′) + E(a′, b) + E(a′ b′)
della statistica del test. Se la stima di S è numericamente maggiore di 2 essa infrange la disuguaglianza CHSH. Allora si dichiara che l'esperimento sostiene la predizione della Quantistica e si escludono le teorie a variabili nascoste locali che accettano la condizione di indipendenza statistica. 
Tuttavia va segnalato che usando l'equazione (2) si sta simultaneamente ipotizzando che il campione delle coppie rivelate sia rappresentativo delle coppie emesse dalla sorgente. La non veridicità di questa ipotesi rappresenta la scappatoia del campionamento delle coppie.
La deduzione delle disuguaglianze è data nella pagina disuguaglianza CHSH di Bell.

### CH74: tipico esperimento mono-canale

Impostazione di un esperimento di Bell "mono-canale"
La fonte S produce coppie di "fotoni", spinti in direzioni opposte. Ogni fotone incontra un polarizzatore mono-canale il cui orientamento può essere impostato dallo sperimentatore. I segnali che emergono da ciascun canale vengono rilevati e le coincidenze vengono contate dal monitor di coincidenza (CM).

Prima del 1982 tutti i test di Bell si poggiavano su polarizzatori "mono-canale" e variazioni della disuguaglianza costruite ad hoc per questo setup. Uno degli ultimi di questo genere è stato descritto nel pluri-citato articolo di Clauser, Horne, Shimony e Holt (Clauser, 1969) in quanto uno dei più adatti per usi pratici. Come per il CHSH test, ci sono 4 sotto esperimenti nei quali ogni polarizzatore assume una delle due possibili posizioni, ma in più ci sono altri sotto esperimenti nei quali o uno o l'altro o entrambi i polarizzatori sono assenti. I conteggi sono fatti come menzionato sopra e usati per valutare la stima statistica.
(3)       S = (N(a, b) − N(a, b′) + N(a′, b) + N(a′, b′) − N(a′, ∞) − N(∞, b)) / N(∞, ∞),
dove il simbolo ∞ indica assenza del polarizzatore.
Se S supera il valore 0 si dice che l'esperimento viola la disuguaglianza di Bell e quindi non vale la proprietà di "realismo locale"
L'unica ipotesi teorica fatta per derivare la (3) è quella che, quando nell'apparato sperimentale è inserito un polarizzatore, la probabilità di rilevare un dato fotone non aumenti mai: non c'è alcun "miglioramento". La deduzione di questa disuguaglianza è data nella pagina Esperimento di Bell del 1974 di Clauser e Horne.

## Presupposti sperimentali
Ai presupposti teorici devono essere aggiunti quelli pragmatici: potrebbero esserci, ad esempio, coincidenze accidentali che potrebbero sommarsi a quelle cercate, sporcando il risultato dell'esperimento. Si presume che nessun bias (spostamento pregiudiziale del valore in una direzione anche involontariamente predeterminata) venga introdotto sottraendo il loro valore stimato prima di calcolare S. In realtà che sia vero non è così ovvio e non tutti accettano il presupposto.
Potrebbero, ad esempio, esserci problemi, ambiguità dovuti alla sincronizzazione nel riconoscimento delle coppie dovute al fatto che in pratica i loro componenti non saranno misurati esattamente nello stesso momento.
Nonostante ciò e a dispetto dei problemi e difetti degli esperimenti condotti alla fine del '900, i risultati riportano con grande precisione ciò che la meccanica quantistica prevede.
Se sperimentazioni imperfette portano a una conferma così buona delle previzioni della meccanica quantistica, gran parte dei fisici quantistici, concordi con John Bell, si aspetta che quando il test di Bell sarà compiuto in maniera perfetta le disuguaglianze di Bell continueranno ad essere violate. 
Questo diffuso punto di vista diffuso ha portato alla creazione di una nuova branca della fisica chiamata teoria dell'informazione quantistica. Uno dei suoi principali successi è stata la dimostrazione che la violazione delle disuguaglianze di Bell permette la possibilità di usare in modo sicuro l'informazione utilizzando la cosiddetta crittografia quantistica, che implica stati correlati (entangled) di coppie di particelle.

## Esperimenti degni di nota
Negli ultimi trenta anni sono stati condotti esperimenti per verificare il test di Bell. Questi esperimenti, a patto di accettare un piccolo numero di assunzioni considerate ragionevoli dalla comunità scientifica, hanno confermato la teoria quantistica e rivelato risultati che non possono essere spiegate da una teoria locale con variabili nascoste. Il miglioramento della tecnologia nel corso degli anni ha portato a significativi miglioramenti nell'efficienza del test così come ha ampliato la varietà dei metodi utilizzati per testare il teorema di Bell. Di seguito sono elencati i più importanti e conosciuti:

### Freedman e Clauser, 1972
Fu il primo test di Bell, effettuato usando la disuguaglianza di Freedman, ovvero una variante della diseguaglianza CH74.
Grazie alla collaborazione di John Clauser e Stuart Freedman venne approntato un primo esperimento atto a verificare la disuguaglianza di Bell. Riscaldando degli atomi di calcio fino ad ottenere un incremento energetico sufficiente affinché un elettrone saltasse ad un livello energetico più elevato, attesero l’istante in cui il ritorno allo stato energetico iniziale producesse una coppia di fotoni entangled: uno verde e uno blu. I rivelatori furono inizialmente posti a 22,5° tra loro per poi essere posti a 67,5°. Effettuando una serie di misure per circa 200 ore ottennero la conferma della violazione del teorema di Bell.
Tra il 1972 e il 1977 vennero eseguiti nove esperimenti di cui sette confermavano la violazione.

### Aspect, 1981-1982
Alain Aspect ed il suo team ad Orsay Parigi, eseguì tre esperimenti di Bell usando fonti a cascata di calcio. Il primo e l'ultimo usarono la disuguaglianza CH74, mentre il secondo fu la prima applicazione della diseguaglianza CHSH. Nel terzo, quello più famoso (originariamente suggerito da John Bell), la scelta tra le impostazioni su ogni lato furono fatte durante il volo dei fotoni.

### Gisin e il gruppoGeneva, 1988
L'esperimento mostrò che la distanza non distruggeva l'"entanglement". La luce fu inviata attraverso cavi di fibra ottica su distanze di diversi chilometri prima di essere analizzata. Come per quasi tutti gli esperimenti di Bell a partire all'incirca dal 1985, fu usata una sorgente "parametric down-conversion" (PDC).

### Weihs sotto condizioni di località "strettamente einsteniane", 1998
Nel 1998 Gregor Weihs e il suo team di Innsbruck capeggiato da Anton Zeilinger, effettuarono un ingegnoso esperimento che ha tappato la falla della località, migliorando quello di Aspect del 1982. La scelta del rivelatore era fatta utilizzando un processo quantistico per garantire la casualità. Questo test violava la disuguaglianza CHSH di oltre 30 deviazioni standard, e le curve di coincidenza erano in accordo con quelle predette dalla teoria quantistica.

## Loopholes
La serie di esperimenti di test di Bell di crescente sofisticazione ha ridotto i critici che mettono in discussione i risultati indicando falle (talune ipotetiche, altre riconosciute), alcune delle quali distorcerebbero i risultati sperimentali in favore della meccanica quantistica. Una panoramica di queste falle può essere trovata in Loopholes negli esperimenti ottici di Bell (García-Patrón, 2004).
Nel 2015 è stato pubblicato il primo esperimento dichiarato totalmente privo di falle (loopholes), che ha confermato i risultati degli esperimenti precedenti.